# 국립미술관 (아테네)
국립미술관(그리스어: Εθνική Πινακοθήκη της Ελλάδας)은 그리스 아테네에 있는 국립미술관이다.

## 같이 보기
- 그리스의 미술